# Idioma protohmong-mien
Protohmong-mien (PHM), también conocido como Protomiao-yao (PMY; chino:原始苗瑶语), es el ancestro reconstruido de las lenguas hmong-mien. Las reconstrucciones de nivel inferior incluyen las protolenguas Protohmong y Protomien.

## Cronología histórica
Ratliff (2021) estima que la división entre Hmong y Mien se había producido antes del 2500 a. C., ya que las palabras del chino antiguo 鐵 tiě 'hierro' y 下 xià 'descender' fueron tomados prestados por separado por Proto-Hmongic y Proto-Mienico.
En estudios anteriores, Sagart, Blench y Sanchez-Mazas (2004) estimaron que la fecha del protohmong-mien era aproximadamente 2500 BP así como por Ratliff (2021:247). El Programa Automatizado de Juicio de Similitud (ASJP) lo estimó en aproximadamente 4243 BP, sin embargo, ASJP no es ampliamente aceptado entre los lingüistas históricos como un método suficientemente riguroso para establecer o evaluar relaciones entre familias lingüísticas, ya que solo utiliza 40 elementos de vocabulario básico.